# Gmina Ærøskøbing
Gmina Ærøskøbing (duń. Ærøskøbing Kommune) – w latach 1970-2006 (włącznie) jedna z gmin w Danii w okręgu Fionii (Fyns Amt). 
Siedzibą władz gminy było miasto Ærøskøbing. 
Gmina Ærøskøbing została utworzona 1 kwietnia 1970 na mocy reformy podziału administracyjnego Danii. Po kolejnej reformie w 2007 r. weszła w skład gminy Ærø.

## Dane liczbowe
- Liczba ludności: (♀ 1848 + ♂ 1883) = 3731
  - wiek 0-6: 5,5%
  - wiek 7-16: 10,9%
  - wiek 17-66: 59,0%
  - wiek 67+: 24,7%
- zagęszczenie ludności: 51,1 osób/km² (2004)
- bezrobocie: 6,0% osób w wieku 17-66 lat
- cudzoziemcy z UE, Skandynawii i USA: 177 na 10 000 osób
- cudzoziemcy z krajów Trzeciego Świata: 59 na 10 000 osób
- liczba szkół podstawowych: 3 (liczba klas: 22)